# (36949) 2000 SG260
2000 SG260 (asteroide 36949) é um asteroide da cintura principal. Possui uma excentricidade de 0.03071120 e uma inclinação de 2.47607º.
Este asteroide foi descoberto no dia 24 de setembro de 2000 por LINEAR em Socorro.